# Bridget Jones – Schokolade zum Frühstück
Bridget Jones – Schokolade zum Frühstück (Originaltitel: Bridget Jones’s Diary) ist eine romantische Komödie von Sharon Maguire aus dem Jahr 2001. Es ist die Verfilmung des gleichnamigen Romans von Helen Fielding, der sich als eine moderne Variante des Romans Stolz und Vorurteil von Jane Austen versteht. Unter dem Titel Bridget Jones – Am Rande des Wahnsinns wurde 2004 auch die Fortsetzung des Romans verfilmt. Am 20. Oktober 2016 kam Bridget Jones’ Baby, der dritte Teil der Reihe, in die deutschen Kinos. 2025 erschien Bridget Jones – Verrückt nach ihm.

## Handlung
Bridget Jones ist frustriert, denn sie ist über 30 Jahre alt, immer noch Single und empfindet sich als nicht attraktiv. So beschließt sie am Neujahrstag, dass alles anders werden muss. Sie beginnt, ein Tagebuch zu führen – über ihre Versuche abzunehmen, das Rauchen aufzugeben und einen passenden Mann kennenzulernen. Der Rechtsanwalt Mark Darcy, mit dem ihre Mutter sie verkuppeln will, scheint auf den ersten Blick kein geeigneter Kandidat zu sein. Langweilig und arrogant, so lautet Bridgets spontanes Urteil, zudem besteht eine gegenseitige Abneigung.
Stattdessen verguckt sich Bridget in ihren Chef, den gut aussehenden Hallodri Daniel Cleaver. Seine schlechten Eigenschaften übersieht Bridget nur zu gerne, als dieser tatsächlich ein Auge auf sie wirft. Vorbei ist es mit dem Single-Dasein, Bridget strotzt vor Selbstbewusstsein. Bei diversen kleinen Begegnungen stellt sich heraus, dass Mark und Daniel sich von früher kennen und herzlich hassen, den Grund dafür gibt Daniel aber nicht ganz korrekt wieder.
Bridget passieren einige Missgeschicke in ihrem Job, außerdem gerät die Ehe ihrer Eltern in eine schwere Krise. Ihre Mutter verlässt ihren Vater für einen Anderen. Auch Daniel interessiert sich für andere Frauen und betrügt Bridget mit einer Arbeitskollegin, wodurch Bridget wiederum in eine depressive Phase gerät. Immerhin ergeben sich Gelegenheiten, Mark näher kennenzulernen und festzustellen, dass er doch kein so großer Langweiler ist, ganz im Gegenteil. Am Ende des Jahres kann Bridget ihrem Tagebuch anvertrauen, dass sie zwar den Kampf gegen ihre Pfunde und das Rauchen verloren, dafür aber Mark Darcy gewonnen hat.

## Hintergrund
- Einen kurzen Cameoauftritt haben die Schriftsteller Salman Rushdie, Jeffrey Archer und Julian Barnes, sie stellen sich selbst dar.
- Der Film ist eine Koproduktion der britischen Firma Working Title Films, der irischen Little Bird und des französischen Studio Canal.
- Renée Zellweger nahm für die Rolle von Bridget Jones 25 Pfund zu.[4]
- Drehorte waren London, der Flughafen London-Stansted sowie Schauplätze in Buckinghamshire, Gloucestershire, Hertfordshire und Worcestershire.[5] Das für Außenaufnahmen verwendete Zuhause von Bridget befindet sich in der Bedale Street nahe dem Bahnhof London Bridge.
- Bei Produktionskosten von etwa 26 Millionen US-Dollar spielte der Film in den Kinos der USA etwa 71,5 Millionen US-Dollar ein, in den britischen Kinos waren es ca. 41,7 Millionen Pfund Sterling. In Deutschland wurden rund 3,4 Millionen Kinobesucher gezählt.[6]

## Kritiken
Der Film erhielt überwiegend positive Kritiken und erreichte bei Rotten Tomatoes eine Bewertung von 80 %, basierend auf 161 Kritiken. Bei Metacritic konnte ein Metascore von 66, basierend auf 33 Kritiken, erzielt werden.
Laut dem Lexikon des internationalen Films unterscheiden „liebenswürdig gezeichnete Charaktere, präzise Alltagsbeobachtungen und ein ebenso harter wie herzlicher Humor […] den Film vom Gros des Genres.“ Er sei eine „beschwingte Beziehungskomödie, die konsequent aus der Sicht der Frau erzählt wird“. prisma-online findet hingegen, dass die „übertriebene Inszenierung, schlechtes Timing und filmische – nicht inhaltliche – Peinlichkeiten […] in dieser typischen Beziehungskomödie gewaltig“ nerven würden. Für Carsten Scheibe auf stern.de ist der Film „ein gehässiger Film mit einer brillanten Hauptdarstellerin. Der Film […] lebt von all diesen peinlichen Momenten im Leben einer […] Frau, die nicht viel vom Leben erwartet – und noch weniger bekommt.“ Carsten Baumgardt schrieb auf Filmstarts, der Film glänze „mit Witz, Charme, Selbstironie und einer umwerfend spielenden Renée Zellweger, der nach dem Golden Globe für „Nurse Betty“ eine Oscarnominierung sicher sein sollte.“

## Soundtrack
| Nr. | Titel                              | Interpret              |
| --- | ---------------------------------- | ---------------------- |
| 1.  | Out Of Reach                       | Gabrielle              |
| 2.  | Respect                            | Aretha Franklin        |
| 3.  | It's Raining Men                   | Geri Halliwell         |
| 4.  | Have You Met Miss Jones?           | Robbie Williams        |
| 5.  | I'm Every Woman                    | Chaka Khan             |
| 6.  | Kiss That Girl                     | Sheryl Crow            |
| 7.  | Killin' Kind                       | Shelby Lynne           |
| 8.  | Someone Like You                   | Dina Carroll           |
| 9.  | Not Of This Earth                  | Robbie Williams        |
| 10. | Love                               | Rosey                  |
| 11. | Stop, Look, Listen (To Your Heart) | Diana Ross/Marvin Gaye |
| 12. | Dreamsome                          | Shelby Lynne           |
| 13. | It's Only A Diary                  | Patrick Doyle          |
| 14. | Pretender Got My Heart             | Alisha's Attic         |
| 15. | All By Myself                      | Jamie O’Neal           |
| 16. | Ring, Ring, Ring                   | Aaron Soul             |

## Auszeichnungen
Renée Zellweger war 2002 als Beste Hauptdarstellerin für einen Oscar nominiert. Zellweger und der Film (Kategorie Bester Film – Komödie oder Musical) waren im selben Jahr zudem für den Golden Globe Award nominiert. Die Produzenten gewannen 2002 den Empire Award für den besten britischen Film; Renée Zellweger, Colin Firth und die Drehbuchautoren waren ebenfalls nominiert.
Colin Firth gewann 2001 den Europäischen Filmpreis; Hugh Grant, Sharon Maguire und die Produzenten waren ebenfalls nominiert. Die Drehbuchautoren und Hugh Grant gewannen 2002 den Evening Standard British Film Award. Der Film wurde 2002 als Bester britischer Film mit dem Empire Award ausgezeichnet; Renée Zellweger, Hugh Grant und Sharon Maguire waren auch für diesen Preis nominiert.
Die Deutsche Film- und Medienbewertung FBW in Wiesbaden verlieh dem Film das Prädikat „besonders wertvoll“.

## Synchronisation
Die Interopa Film GmbH in Berlin gab die Synchronisation in Auftrag. Marius Clarén schrieb das Dialogbuch, Susanna Bonasewicz führte die Dialogregie.
| Rolle                   | Schauspieler      | Synchronsprecher      |
| ----------------------- | ----------------- | --------------------- |
| Bridget Jones           | Renée Zellweger   | Ranja Bonalana        |
| Daniel Cleaver          | Hugh Grant        | Patrick Winczewski    |
| Mark Darcy              | Colin Firth       | Tom Vogt              |
| Jude                    | Shirley Henderson | Dorette Hugo          |
| Shazzer                 | Sally Phillips    | Anke Reitzenstein     |
| Tom                     | James Callis      | David Nathan          |
| Colin Jones             | Jim Broadbent     | Reinhard Kuhnert      |
| Pamela Jones            | Gemma Jones       | Regine Albrecht       |
| Natasha                 | Embeth Davidtz    | Bettina Weiß          |
| Una Alconbury           | Celia Imrie       | Rita Engelmann        |
| Penny Husbands-Bosworth | Honor Blackman    |                       |
| Perpetua                | Felicity Montagu  | Katarina Tomaschewsky |

## Fortsetzungen
Dem Film folgten drei Fortsetzungen:
- Bridget Jones – Am Rande des Wahnsinns (2004)
- Bridget Jones’ Baby (2016)
- Bridget Jones – Verrückt nach ihm (2025)